# Cimbal
Cimbal ili cimbule, žičani je glazbeni instrument koji potječe iz Perzije. Svirač cimbula naziva se cimbulaš. Spada u skupinu rijetkih glazbala koja se ne ugađaju određenim redoslijedom, već individualno. Mogu se svirati obješene na remenu o sviračev vrat kad se sviraju u hodu ili postavljene na stolu ispred svirača.
Ima trapezni okvir s metalnim žicama rastegnutim preko njegova vrha. To je glazbalo karakteristično za većinu bivših zemalja koje su bile u sastavu Austro-Ugarske i nekih drugih istočnih zemalja, među kojima se ističu: Bjelorusija, Mađarska, Rumunjska, Hrvatska, Moldavija, Ukrajina, Poljska, Češka i Slovačka. Također je vrlo popularan u Grčkoj.
Cimbal se obično svira, tako da se s dva batića udara po žicama. Čelične žice za visoke tonove raspoređene su u skupine od 4 i ugođene unisono. Bas žice koje su dodatno presvučene bakrom, raspoređene su u skupine od po 3, a također su ugođene unisono.
Hornbostel-Sachs glazbeni klasifikacijski sustav registrira cimbal s brojem 314.122-4,5.
Bio je popularno glazbalo širom Europe u okviru tzv. umjetničke glazbe, ali je napustio taj okvir i prihvaćen je u pučkoj glazbi, naročito u Mađarskoj, gdje su ga proslavili tamošnji Romi. Zbog toga među etnomuzikolozima postoje različita mišljenja o tome jesu li cimbule tradicionalni narodni instrument. U svoja djela uključivali su ga i veliki skladatelji poput Listza i Stravinskog.
U Hrvatskoj, cimbal je najpopularniji u Podravini i susjednom Međimurju. Cimbal danas je sve prisutniji na sceni neotradicijske popularne glazbe cijele sjeverne i sjeverozapadne Hrvatske.
2012. godine umijeće izrade i sviranja cimbala u Podravini, Međimurju i Hrvatskom zagorju zaštićeno kao nematerijalno kulturno dobro Republike Hrvatske.
Bile su obvezno glazbalo u glazbenim sastavima zvanim jegedaši koji su svirali na svadbama i seoskim zabavama.

## Cimbal u poeziji
Cimbal se spominje već u prvoj strofi Hvalospjeva ljubavi: